# Bandeira do governador-geral do Canadá

A Bandeira do Governador-geral.

A Bandeira do governador-geral do Canadá é o estandarte oficial do Governador-geral, adotada em 1981. Tem precedência sobre a Bandeira nacional, estando sob o Estandarte Real e as bandeiras dos governadores das províncias. 

## Descrição
A bandeira apresenta o timbre real do Canadá: um leão dourado coroado erguendo a famosa folha de bordo, em um retângulo com fundo azul. Se difere dos demais países da Commonwealth já que não apresenta o nome do país, mas sim o símbolo nacional.

## Uso
A Bandeira é hasteada sobre as residências oficiais do Governador, neste caso Rideau Hall (em Ottawa) e La Citadelle (em Québec); ou em qualquer outro prédio onde o Governador é a autoridade máxima. Também pode ser utilizada como estandarte pessoal em seu veículo oficial. Nas visitas de estado, é mais comumente utilizada a Bandeira Nacional.